# Юханссон, Ильва
Ильва Юлия Маргарета Юханссон (швед. Ylva Julia Margareta Johansson, род. 13 февраля 1964, Худдинге, лен Стокгольм) — шведский политический и государственный деятель. Член Социал-демократической рабочей партии Швеции. Действующий европейский комиссар по внутренним делам в комиссии фон дер Ляйен с 1 декабря 2019 года. Министр труда в 2014—2019 гг. Министр (без портфеля) здравоохранения и пожилых людей в 2004—2006 гг. Министр (без портфеля) до делам школ в 1994—1998 гг. Депутат риксдага в 1988—1991 гг. и 2006—2019 гг.

## Биография
Родилась 13 февраля 1964 года в Худдинге в лене Стокгольм.
В 1985—1988 гг. изучала математику и физику в Лундском университете. В 1991—1992 гг. обучалась в Стокгольмском педагогическом институте.
По результатам парламентских выборов 18 сентября 1988 года избрана депутатом риксдага от Левой партии — коммунистов в избирательном округе коммуны Стокгольм. Не переизбрана на выборах 15 сентября 1991 года. По результатам парламентских выборов 17 сентября 2006 года избрана депутатом риксдага от Социал-демократической рабочей партии Швеции в избирательном округе Северный и восточный Сконе. Переизбрана на выборах 19 сентября 2010 года и 14 сентября 2014 года в избирательном округе коммуны Стокгольм. 1 октября 2014 года перешла на работу в правительство. Замещала в риксдаге её Терес Линдберг до 30 сентября 2015 года, затем Андерс Остерберг до 28 мая 2017 года, Сультан Кайхан до 24 сентября 2017 года и Маттиас Вепсе до 24 сентября 2018 года. Переизбрана на выборах 9 сентября 2018 года. 5 сентября 2019 года покинула риксдаг, мандат достался замещавшему её до этого Томасу Хаммарбергу. Была членом военной делегации риксдага с 11 мая 2007 по 14 октября 2014 года.
В 1988 году и в 1992—1994 гг. работала учительницей математики, физики и химии в школе в Стокгольме.
В 1998—1999 гг. была старшим советником в Business Innovation в телекоммуникационной компании Telia Sverige, дочерней компании Telia Company. В 2000—2004 гг. — заместитель управляющего директора и управляющий директор в компании Att Veta AB по производству компьютерных игр.
7 октября 1994 года получила должность министра (без портфеля) по делам школ в третьем кабинете Карлссона во главе с премьер-министром Ингваром Карлссоном. 22 марта 1996 года получила должность министра по делам школ в следующем кабинете Перссона во главе с премьер-министром Йораном Перссоном.
13 сентября 2004 года получила должность министра здравоохранения и пожилых людей в Министерстве здравоохранения и социальных дел Швеции, возглавляемом Берит Анднор, в кабинете Перссона.
3 октября 2014 года получила портфель министра труда и интеграции в первом кабинете Лёвена во главе с премьер-министром Стефаном Лёвеном. 21 января 2019 года получила портфель министра труда во втором кабинете Лёвена.
С 1 декабря 2019 года — европейский комиссар по внутренним делам в комиссии фон дер Ляйен.
В мае 2022 года Юханссон предложила Регламент ЕС по борьбе с сексуальным насилием над детьми, который вводит обязательство для компаний отслеживать личную переписку, включая изображения, на наличие возможных признаков насилия над детьми и передавать выявленные случаи властям. Законопроект вызвал широкую критику и был расценён как попытка внедрить систему массового слежения.

## Личная жизнь
В 1990—1999 гг. была супругой политика Бо Хаммара. До апреля 2015 года была супругой политика Эрика Осбринка. В первом браке родила близнецов в 1994 году и во втором браке сына в 2000 году.

## Награды
- Орден «За заслуги» II степени (Украина, 23 августа 2022 года) — за значительные личные заслуги в укреплении межгосударственного сотрудничества, поддержку государственного суверенитета и территориальной целостности Украины, весомый вклад в популяризацию Украинского государства в мире[8].
- Командор ордена «За заслуги перед Литвой» (Литва, 14 февраля 2023 года)[9].
- Командор ордена Звезды Румынии (Румыния, 4 февраля 2025 года)[10]